# Kecamatan Sembalun
Kecamatan Sembalun är ett distrikt i Indonesien.   Det ligger i provinsen Nusa Tenggara Barat, i den sydvästra delen av landet, 1 100 km öster om huvudstaden Jakarta. Kecamatan Sembalun ligger på ön Lombok Island.